# Plebejus mediojuncta
Plebejus mediojuncta är en fjärilsart som beskrevs av Tutt 1909. Plebejus mediojuncta ingår i släktet Plebejus och familjen juvelvingar. Inga underarter finns listade i Catalogue of Life.